# Rechts und links
Rechts und links ist ein Roman von Joseph Roth, der 1929 bei Gustav Kiepenheuer in Berlin erschien. Während seiner Entstehung von Ende 1927 bis Anfang 1929 nennt der Autor den Text einen „Zeitroman“ über die „Nachkriegsgeneration“ und die „Rathenaumörder“. In einem Nachruf auf den Autor hebt Kesten anno 1939 gerade dieses Werk als „politischen hochaktuellen Berliner Roman“ heraus.
Hauptmann Nikolai Brandeis, Sohn eines ukrainischen Juden und einer evangelischen Pfarrerstochter, desertiert aus der Roten Armee, schlägt sich nach Berlin durch und steigt mit Geschick zum Chef eines Unternehmens-Imperiums mit knapp sechstausend Untergebenen auf. Von seinem jüngsten Direktor, dem schwächlichen Paul Bernheim, ist er ebenso enttäuscht wie von dessen kläglich verworrenem Bruder Theodor, den er als Journalist protegiert hat.

## Figuren
- Frau Bernheim
  - Paul Bernheim, ihr Sohn
  - Theodor Bernheim, ihr Sohn
- Friedrich Theodor Emmanuel Nikolai Brandeis

## Handlung
Bei Ausbruch des Krieges bricht Paul Bernheim seine Studien in Oxford ab. Er darf bei den Dragonern reiten, wird aber als Verpflegungsoffizier hinter die Front kommandiert. Tief enttäuscht wandelt er sich zum erbitterten Kriegsgegner. Im dritten Kriegsjahr, nachdem er von einem ukrainischen Gutsbesitzer bedroht und verletzt worden ist, gibt er seinen bisherigen Dienst auf und meldet sich freiwillig als Leutnant der Infanterie an die Ostfront. Paul wird verwundet. Als er das Spital verlässt, ist der Krieg vorbei und die Soldaten revoltieren. Paul trägt weiter seine Offiziersabzeichen und wird von Soldaten blutig geschlagen. Mittlerweile konservativ und patriotisch gesinnt, will er Karriere machen.
Der jüngere Bruder Theodor verachtet ihn als Kriegsverlierer; sagt Paul ins Gesicht: „Wir werden keinen Krieg mehr verlieren“. Auf Theodors Jackenärmel ist „ein Hakenkreuz angenäht“. „Die Volksgenossen denken nach seiner Ansicht viel zu wenig an Deutschland.“ Die jüdische Herkunft seiner Mutter stört ihn. Antisemitisch und völkisch gesinnt, muss er ins Ausland fliehen. Unmittelbar vor der Flucht fordert Theodor von seinem Bruder Geld. Paul gibt nichts, sondern dessen neuer Geschäftsfreund Nikolai Brandeis zahlt. Brandeis’ geschäftlicher Aufstieg ist unaufhaltsam. Die Führungsschicht seiner Angestellten nimmt Schlüsselstellungen im Stahlhelm und im Reichsbanner ein. Seine Geschäftsreisen führen Brandeis zumeist nach Osteuropa oder auf den Balkan. Aus Belgrad bringt er die bezaubernde Lydia Markowna mit. Die 22-jährige ukrainische Emigrantin aus Kiew hatte er dort einem Schauspieler abgekauft. Er sperrt die Schönheit in seinem Berliner Hause ein.
Als es mit Pauls Unternehmen bergab geht, lernt er Fräulein Irmgard Enders, Miterbin eines Chemie-Konzerns, kennen. Das Glück nimmt kein Ende: Brandeis stellt Paul als Direktor ein. Pauls Mutter, die Witwe Frau Bernheim, seit dem Kriege sehr geizig, warnt den Sohn vor der bevorstehenden Geldheirat.
Theodor kann nach einer Amnestie heimkehren. Die Mutter weist ihn aus dem Haus. Er geht nach Berlin und kommt gerade rechtzeitig zu Pauls Hochzeit. Brandeis unterstützt auch Theodor. Der Heimkehrer wird Zeitungsredakteur in einem von Brandeis’ Blättern und findet für seine Machwerke schlagende Formulierungen, die aus völkischen Gedanken, aus dem Marxismus und von Stirner kommen.
Schon bald findet Paul seine Ehefrau Irmgard langweilig, spröde und grobknochig. Deshalb verliebt er sich in Lydia; hält die Bürgerliche für eine kaukasische Fürstin. Lydia ist „zart“ und „schmiegsam“. Aber die einsame junge Frau ist von Paul ebenso enttäuscht wie von Brandeis und reist ihrer Theatertruppe nach. Auch Brandeis ist von Berlin angewidert und reist ab, ohne Meldung zu hinterlassen. Irmgard will Paul vermelden, sie sei schwanger.

## Rechts und links
Während Brandeis und Paul „konservativ“ sind, ist Theodor „äußerst radikal“.

## Zitate
- Jeder Fanatismus macht grausam.[4]
- Die Zeitungen sind Sklaven der Banken.[5]
- Die Tränen sind die einzige Waffe der Wehrlosen.[6]

## Form
Mitunter erfordert der Text einen toleranten Leser. So verlässt z. B. der Erzähler überraschend und völlig unmotiviert sein Imperfekt, um gleich wieder in es zurückzufallen.

## Wörter und Wendungen
- die unbedingte Ehrlichkeit eines Felsens haben[8]
- vor ihm wehte die Weite[9]

## Selbstzeugnis
- Joseph Roth schreibt in Der literarischen Welt vom 22. November 1929 in seinem Selbstverriß:
  - Mein Roman ‚Rechts und links‘ leugnet die Existenz von Charakteren.[10]
  - Er [der Roman] hat keinen Schluß[11]

## Rezeption
- Der Roman „endet in den Konsolidierungsjahren um 1925“. Die Weltwirtschaftskrise ist noch weit. In dieser Zeit war noch fast alles möglich. Der Bürger konnte Konservativer und Revolutionär in einer Person sein; konnte sowohl rechts als auch links stehen.[12]
- Wilhelm Emanuel Süskind beobachtet einen optimistischen Erzählton. Bei der Gelassenheit und Zuversicht fehle es an der sonst bei Roth üblichen leisen Ironie[13].